# Margrethe Kelberlade
Margrethe Sophie With Kelberlade, död 1812, var en norsk guldsmed. 
Hon var dotter till guldsmeden Bernt Christopher Kelberlade (d. 1798) i Trondheim. Hon fick år 1802 formellt privilegium från magistraten att driva sin egen verksamhet som guldsmed, med egen verkstad. Detta var unikt inte bara i Trondheim utan troligen i hela Norge. Det väckte uppmärksamhet och ledde till offentlig debatt i pressen, där hon också fick försvara sig. Hennes verksamhet var dock framgångsrik och hon avled välbärgad. 